# Sufia Kamal
  Sufia Kamal  (bengalí: সুফিয়া কামাল)  (Barisal, 20 de juny de 1911 - Dacca, 20 de novembre de 1999) fou una poeta i feminista bengalina. Com a activista, a més, milità en el Comité de Pau després de la partició de l'Índia al 1948 i en el Moviment per la Llengua bengalí.

## Biografia
Nascuda en el si d'una família zamindar musulmana, en estar prohibida l'escolarització femenina, de menuda no va poder estudiar; aprengué, però, a casa hindi, urdú, àrab, bengalí, kurd, persa i anglés.
Al 1918 marxà a Calcuta amb la seua mare, on conegué Begum Rokeya i amb 11 anys es casà amb Syed Nehal Hossain, llavors estudiant de dret; tingueren una filla: Amena Kahnar. Hossain va morir al 1932 i cinc anys després es casà amb Kamaluddin Ahmed i van tenir dues filles i dos fills.